# Acourtia
Acourtia  es un género  de plantas con flores en la familia Asteraceae. Comprende 105 especies descritas y de estas, solo 83 aceptadas.

## Descripción
Es una hierba perenne con las hojas basales o caulinas simples o compuestas. La inflorescencia es  una cabeza, cada uno de ellas se asemejan a una flor. Las flores son bisexuales, unisexuales, o estériles, ± pequeños, de varios tipos. El fruto es un aquenio. 

## Taxonomía
El género fue descrito por David Don y publicado en Transactions of the Linnean Society of London 16(2): 203–204. 1830. La especie tipo es: Acourtia formosa D. Don.
Etimología
Acourtia: nombre genérico que fue otorgado en honor de la Sra. Mary Elizabeth Catalina Gibbes A'Court (1792-1878), hija de Abraham Gibbes y esposa del Teniente General Charles Ashe A'Court. María fue una botánica aficionada inglesa.

## Especies aceptadas
A continuación se brinda un listado de las especies del género Acourtia aceptadas hasta julio de 2012, ordenadas alfabéticamente. Para cada una se indica el nombre binomial seguido del autor, abreviado según las convenciones y usos.
| - Acourtia belizeana B.L.Turner - Acourtia bravohollisiana Rzed. - Acourtia butandae L.Cabrera - Acourtia caltepecana B.L.Turner - Acourtia carpholepis (Sch.Bip. ex A.Gray) Reveal & R.M.King - Acourtia carranzae L.Cabrera - Acourtia ciprianoi Panero & Villaseñor - Acourtia cordata (Cerv.) B.L.Turner - Acourtia coulteri (A.Gray) Reveal & R.M.King - Acourtia cuernavacana (B.L.Rob. & Greenm.) Reveal & R.M.King - Acourtia dieringeri L.Cabrera - Acourtia discolor Rzed. - Acourtia dissiticeps (Bacig.) Reveal & R.M.King - Acourtia dugesii (A.Gray) Reveal & R.M.King - Acourtia durangensis B.L.Turner - Acourtia elizabethiae Rzed. & Calderón - Acourtia erioloma (S.F.Blake) Reveal & R.M.King - Acourtia fragrans Rzed. - Acourtia fruticosa (La Llave & Lex.) B.L.Turner - Acourtia gentryi L.Cabrera - Acourtia glandulifera (D.L.Nash) B.L.Turner - Acourtia glomeriflora (A.Gray) Reveal & R.M.King - Acourtia gracilis L.Cabrera - Acourtia grandifolia (S.Watson) Reveal & R.M.King - Acourtia guatemalensis B.L.Turner - Acourtia hidalgoana B.L.Turner - Acourtia hintoniorum B.L.Turner - Acourtia hondurana B.L.Turner - Acourtia hooveri (McVaugh) Reveal & R.M.King - Acourtia huajuapana B.L.Turner - Acourtia humboldtii (Less.) B.L.Turner - Acourtia intermedia L.Cabrera - Acourtia joaquinensis L.Cabrera - Acourtia lepidopoda (B.L.Rob.) Reveal & R.M.King - Acourtia lobulata (Bacig.) Reveal & R.M.King - Acourtia longifolia (S.F.Blake) Reveal & R.M.King - Acourtia lozanii (Greenm.) Reveal & R.M.King - Acourtia macrocephala Sch.Bip. - Acourtia macvaughii B.L.Turner - Acourtia matudae Rzed. - Acourtia mexiae L.Cabrera - Acourtia michoacana (B.L.Rob.) Reveal & R.M.King | - Acourtia microcephala DC. - Acourtia moctezumae Rzed. & Calderón - Acourtia molinana B.L.Turner - Acourtia moschata DC. - Cola de zorra, hierba de zopilote - Acourtia nana (A.Gray) Reveal & R.M.King - Acourtia nelsonii (B.L.Rob.) Reveal & R.M.King - Acourtia nudicaulis (A.Gray) B.L.Turner - Acourtia nudiuscula (B.L.Rob.) B.L.Turner - Acourtia oaxacana L.Cabrera - Acourtia ovatifolia L.Cabrera - Acourtia oxylepis (A.Gray) Reveal & R.M.King - Acourtia palmeri (S.Watson) Reveal & R.M.King - Acourtia parryi (A.Gray) Reveal & R.M.King - Acourtia patens (A.Gray) Reveal & R.M.King - Acourtia pilulosa (Bacig.) B.L.Turner - Acourtia pinetorum (Brandegee) Reveal & R.M.King - Acourtia platyphylla (A.Gray) Reveal & R.M.King - Acourtia platyptera (B.L.Rob.) Reveal & R.M.King - Acourtia potosina L.Cabrera - Acourtia pringlei (B.L.Rob. & Greenm.) Reveal & R.M.King - Acourtia pulchella L.Cabrera - Acourtia purpusii (Brandegee) Reveal & R.M.King - Acourtia queretarana B.L.Turner - Acourtia reticulata (Lag. ex D.Don) Reveal & R.M.King - Acourtia runcinata (Lag. ex D.Don) B.L.Turner - Acourtia rzedowskii B.L.Turner - Acourtia scapiformis (Bacig.) B.L.Turner - Acourtia scaposa (S.F.Blake) B.L.Turner - Acourtia simulata (S.F.Blake) Reveal & R.M.King - Acourtia sinaloana B.L.Turner - Acourtia souleana B.L.Turner - Acourtia tenoriensis B.L.Turner - Acourtia thurberi (A.Gray) Reveal & R.M.King - Acourtia tomentosa (Brandegee) Reveal & R.M.King - Acourtia turbinata (La Llave & Lex.) Reveal & R.M.King - Acourtia umbratalis (B.L.Rob. & Greenm.) B.L.Turner - Acourtia venturae L.Cabrera - Acourtia veracruzana B.L.Turner - Acourtia wislizeni (A.Gray) Reveal & R.M.King - Acourtia wrightii (A.Gray) Reveal & R.M.King - Acourtia zacatecana B.L.Turner |